# Biston herefordi
Biston herefordi là một loài bướm đêm trong họ Geometridae.